# L'imbroglio nel lenzuolo
L'imbroglio nel lenzuolo è un film del 2009 diretto da Alfonso Arau, basato sull'omonimo romanzo di Francesco Costa.
Il film ha avuto il sostegno di Cinesicilia.

## Trama
Nella Napoli nel 1905, agli albori dell'arte cinematografica, Federico, un giovane studente di medicina, si improvvisa regista e scrive una sceneggiatura ispirata ad un episodio biblico: La casta Susanna. 
La vicenda narrata altro non è che la ripresa di nascosto di Marianna, un'avvenente ragazza del paese da tutti creduta una sorta di strega, mentre si fa il bagno.
È un successo per i neofiti della nuova arte ma è uno scandalo per i paesani dell'ignara giovane, improvvisamente invisa a tutti per ragioni a lei ignote, fino a quando ha occasione di assistere ad una proiezione del breve film. Vedendo se stessa, ma disconoscendosi, incendia lo schermo al fine di distruggere quella donna misteriosa causa della sua ignominia.

## Produzione
Molte scene del film, oltre che in Sicilia, a Palermo e Bagheria, sono state girate in Campania, a Napoli (piazza Plebiscito), Cuma (antro della Sibilla), Bacoli (casina vanvitelliana), Sant'Agata de' Goti.

## Distribuzione
Il film è uscito nelle sale nel 2010, dove ha incassato 380.000 euro. Ha fatto il suo primo passaggio televisivo il 25 maggio 2011, su Sky Cinema 1.